# Vanessa Bernauer
Vanessa Bernauer (Zürich, 23 d'abril de 1988) és una centrecampista de futbol internacional per Suïssa.
Ha guanyat 3 Lligues i una Copa suïsses amb el Zürich, i 2 Copes alemanyes amb el Wolfsburg, amb el qual ha estat subcampiona de la Lliga de Campions. També va jugar durant 3 anys a la liga espanyola, al Llevant. Amb la selecció suïssa ha jugat el Mundial 2015.

## Trajectòria
| Temporades    | Club           | Títols            | Selecció (fases finals) |
| ------------- | -------------- | ----------------- | ----------------------- |
| 03/04 - 09/10 | FC Zürich      | 3 Lligues, 1 Copa |                         |
| 10/11 - 12/13 | Llevant UE     |                   |                         |
| 13/14         | Cloppenburg BV |                   |                         |
| 14/15 - act.  | VfL Wolfsburg  | 2 Copes           | Mundial 2015 (vuitens)  |